# (145452) Ritona
(145452) Ritona, es un objeto clásico del cinturón de Kuiper. Tiene un diámetro estimado de 679 +55
−73 km. Fue descubierto por Andrew Becker, Andrew Puckett y Jeremy Kubica el 10 de septiembre de 2005 en Observatorio de Apache Point en Sunspot, Nuevo México. Brown calcula que es posiblemente un planeta enano.

## Designación y nombre
Designado provisionalmente como 2005 RN43, fue nombrado por Ritona, una diosa de los vados fluviales de la tribu celta de los tréveros, ubicada en el valle del río Mosela.

## Clasificación
El Minor Planet Center (MPC) lo clasifica como un cubewano. Pero dado que este objeto tiene una inclinación de 19.3 ° y no se sabe cómo adquirió esta inclinación moderada, el Deep Ecliptic Survey (DES) lo clasifica como disperso-extendido.
Se ha observado 119 veces en trece oposiciones, con imágenes precovery desde 1954.